# Betico Croes
Gilberto François Croes, detto Betico (25 gennaio 1938 – 26 novembre 1986), è stato un attivista e politico olandese di Aruba. Fondatore e primo leader del Movimiento Electoral di Pueblo, fu una figura centrale per la separazione di Aruba dalle Antille Olandesi e per l'ottenimento dell'autonomia dell'isola (il cosiddetto Status aparte).
Durante la notte 31 dicembre 1985, proprio mentre l'isola stava ottenendo l'autonomia, Betico Croes rimase coinvolto in un incidente stradale che lo fece cadere in coma. Morì il 26 novembre 1986, senza mai svegliarsi dal coma.
È ricordato ad Aruba come un eroe nazionale e la sua nascita viene commemorata ogni 25 gennaio come una delle feste nazionali del Paese.